# Gadbak
Gadbak (persiska: كدبک, گدبک, کدبگ) är en ort i Iran.   Den ligger i provinsen Kerman, i den sydöstra delen av landet, 900 km sydost om huvudstaden Teheran. Gadbak ligger 2 595 meter över havet och antalet invånare är 111.
Terrängen runt Gadbak är lite bergig.Runt Gadbak är det glesbefolkat, med 16 invånare per kvadratkilometer. Närmaste större samhälle är Darb-e Behesht, 13,5 km söder om Gadbak. Trakten runt Gadbak består i huvudsak av gräsmarker.